# Voinești (Iași)
Voineşti é uma comuna romena localizada no distrito de Iaşi, na região de Moldávia. A comuna possui uma área de 63.67 km² e sua população era de 6907 habitantes segundo o censo de 2007.